# 福聚寺 (久留米市)
福聚寺（ふくじゅうじ）は、福岡県久留米市にある臨済宗妙心寺派の寺院。山号は慈雲山。本尊は釈迦如来。

## 由緒
1749年（寛延2年）久留米藩主有馬頼徸の開基、古月禅材を開山として創建された寺である。

## 文化財

### 県指定有形文化財
- 福聚寺所蔵文書

## 所在地
- 福岡県久留米市合川町2番1号